# Scheef bultschelpje
Het scheef bultschelpje (Altenaeum dawsoni) is een zeer kleine tweekleppigensoort uit de familie van de Lasaeidae en onderfamilie Montacutinae. De wetenschappelijke naam van de soort werd in 1864 voor het eerst geldig gepubliceerd door John Gwyn Jeffreys.

## Beschrijving
De scheef bultschelpje is een stevig, relatief dikschalige schelpje, tot 1,7 mm hoog. De kleur is vuilwit, met een geelgroene tot grijsbruine opperhuid. Verse exemplaren hebben vaak een lichtbruine aanslag. De umbo is bol met duidelijk afgegrensde prodissoconch. Het oppervlak is glad met grove groeilijnen.